# Ichnanthus tenuis
Ichnanthus tenuis är en gräsart som först beskrevs av Jan Svatopluk Presl, och fick sitt nu gällande namn av Albert Spear Hitchcock och Mary Agnes Chase. Ichnanthus tenuis ingår i släktet Ichnanthus och familjen gräs. Inga underarter finns listade i Catalogue of Life.